# Fauguerolles
Fauguerolles ist eine Gemeinde im Südwesten Frankreichs mit 827 Einwohnern (Stand: 1. Januar 2022) und liegt im Département Lot-et-Garonne in der Region Nouvelle-Aquitaine (bis 2016: Aquitanien).
Die Bewohner werden Fauguerollais genannt.

## Geographie
Die Gemeinde liegt zwischen Marmande und Tonneins und beinhaltet den Ort Labouthe. Durch ihre Lage an der Bahnstrecke zwischen Bordeaux und Toulouse hatte das Dorf lange einen eigenen Bahnhof, der heute aber nicht mehr in Betrieb ist. Die Route départementale 813 führt durchs Gemeindegebiet.
Umgeben wird Fauguerolles von den folgenden Nachbargemeinden:
| Longueville |                                             | Gontaud-de-Nogaret |
| Taillebourg | Kompassrose, die auf Nachbargemeinden zeigt |                    |
|             | Sénestis                                    | Fauillet           |

## Toponymie
Die Gemeinde leitet ihren Namen vom lateinischen Wort falgaria, was so viel bedeutet wie ‚Ort, an dem es von Farnen wimmelt‘.

## Demographie
Die Bevölkerungsentwicklung in Fauguerolles wird seit 1800 dokumentiert. Mit Ausnahme von 2006 wurden jährlich Statistiken durch das Insee veröffentlicht.
2015 zählte die Gemeinde 776 Einwohner, was ein Zuwachs von 18,84 % gegenüber 2010 bedeutet.
| Jahr      | 1800 | 1846 | 1876 | 1901 | 1946 | 1975 | 1999 | 2005 | 2010 | 2018 |
| --------- | ---- | ---- | ---- | ---- | ---- | ---- | ---- | ---- | ---- | ---- |
| Einwohner | 479  | 716  | 594  | 578  | 510  | 606  | 559  | 581  | 653  | 805  |

## Sehenswürdigkeiten
- Die diakonische Kirche Saint-Martin, erstmals im 15. Jahrhundert erbaut, im 16. Jahrhundert infolge der Hugenottenkriege zerstört, im 17. Jahrhundert wiedergebaut und im 19. Jahrhundert restauriert
- Das Schloss Château Arago, Privatbesitz und als Restaurant genutzt, gegen 1850 von Emmanuel Arago erbaut, Sohn des berühmten Physiker und Astronomen François Arago
- Beobachtungsturm im Anschluss an das Schloss

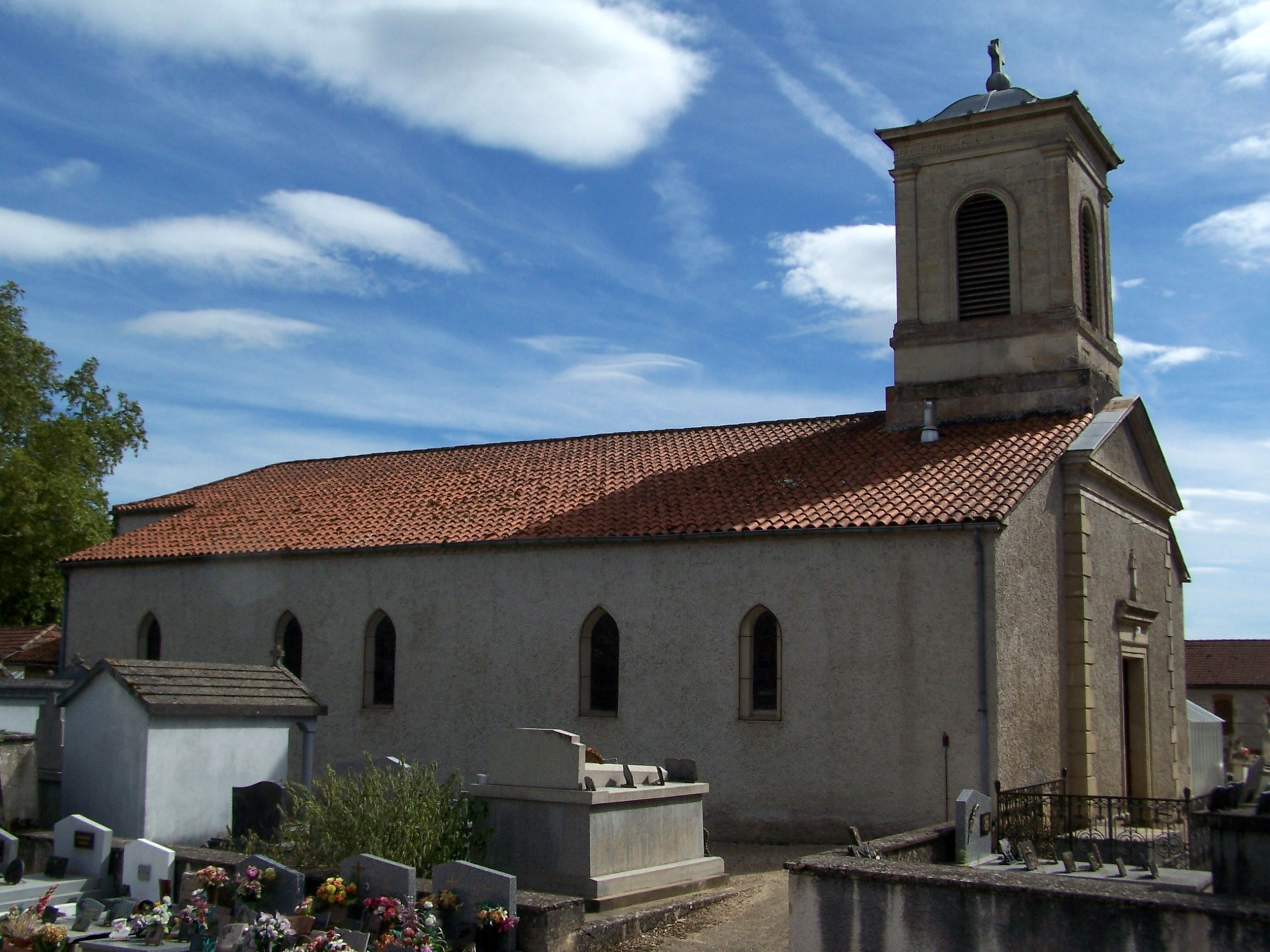
Kirche Saint-Martin
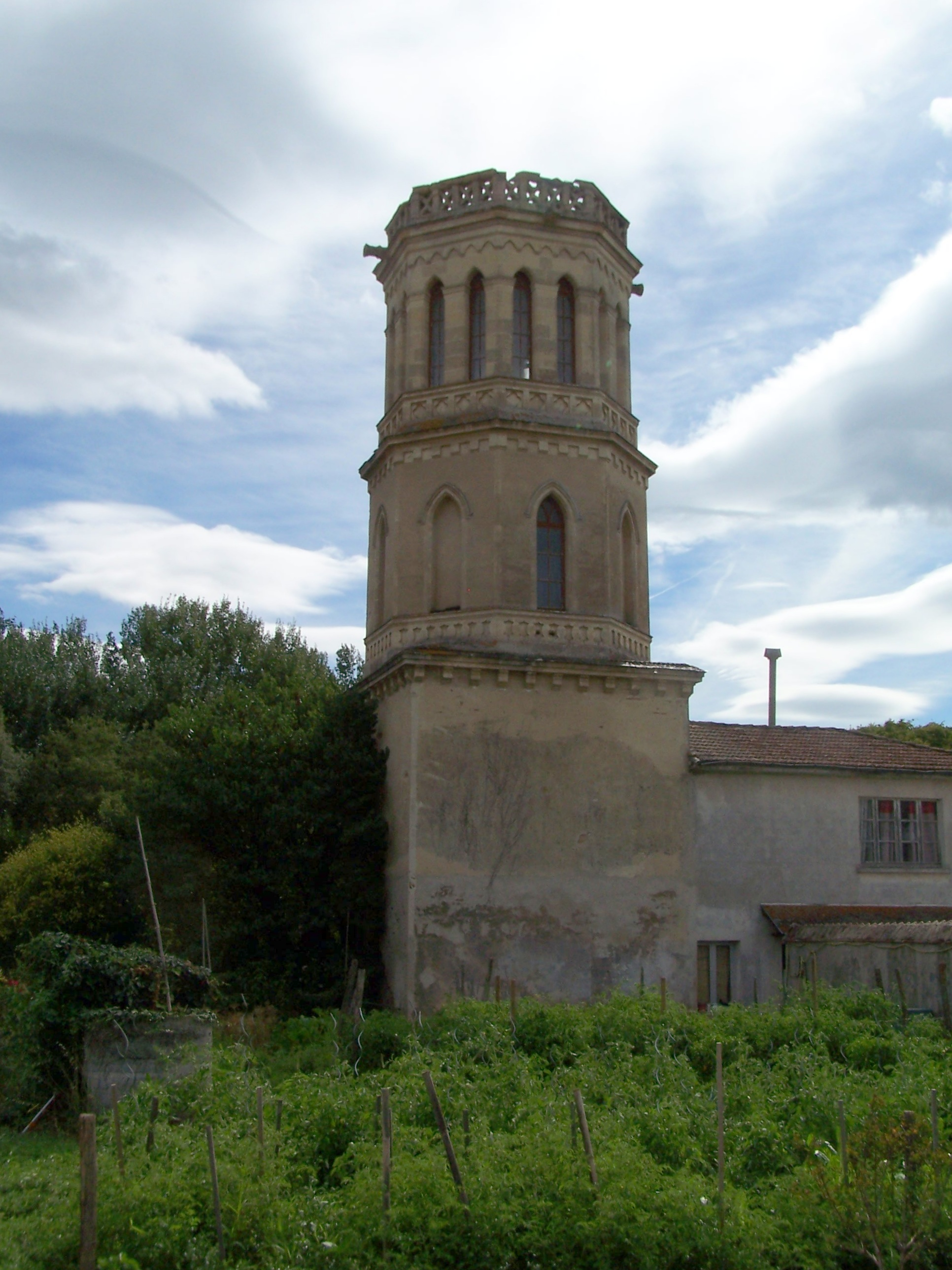
Beobachtungsturm Arago
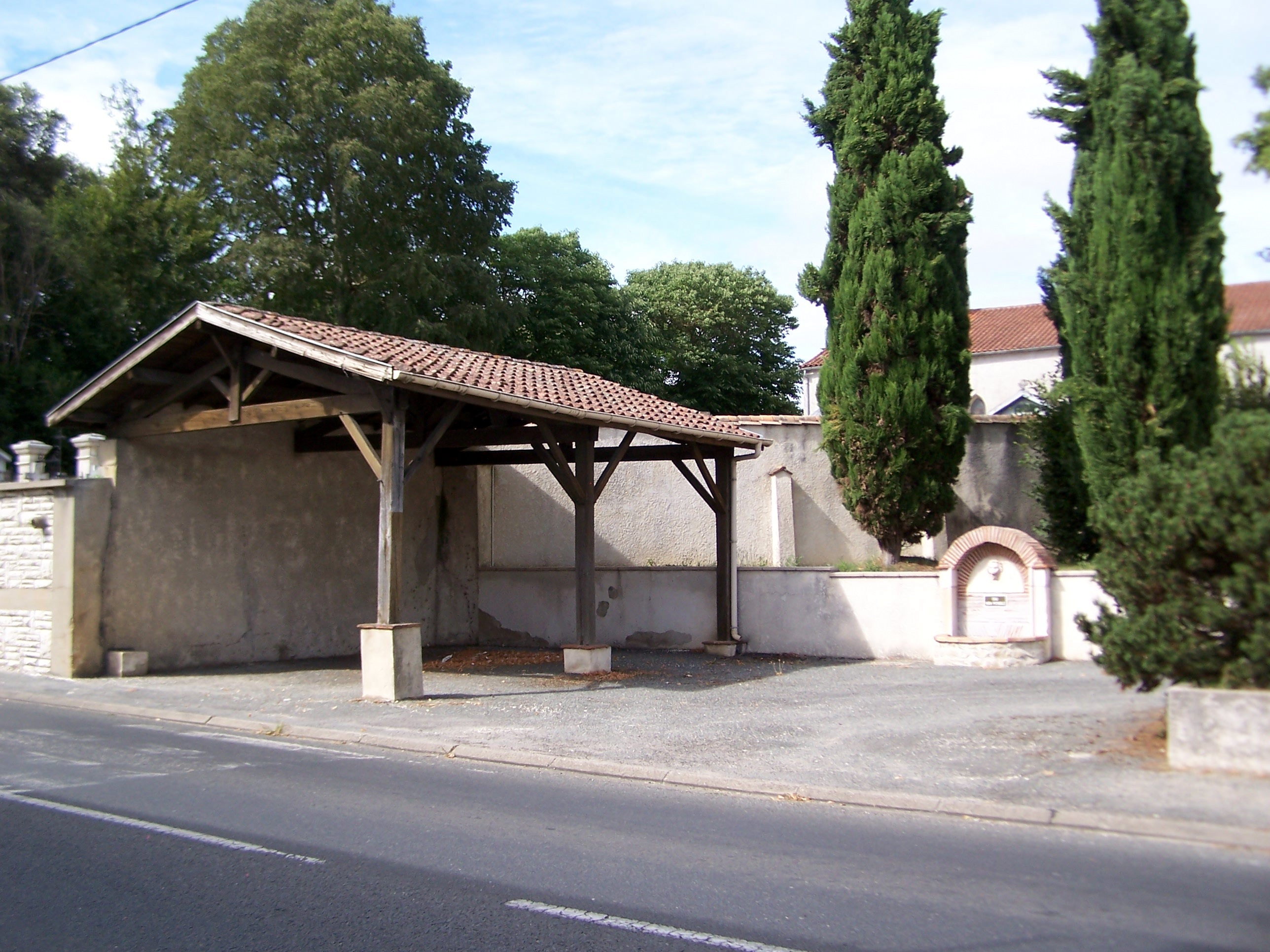
Markthalle
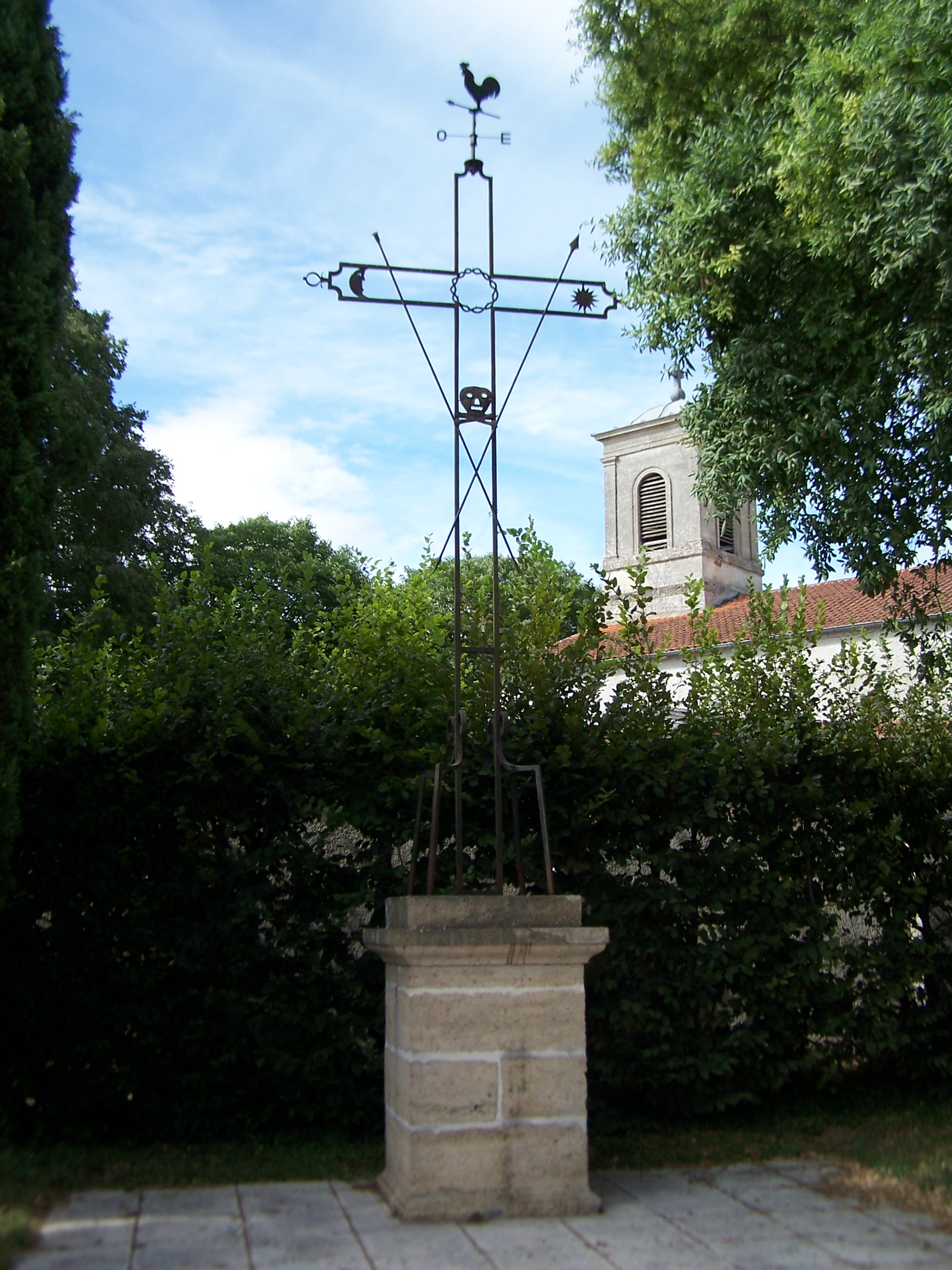
Ein Missionskreuz in der Nähe der Kirche
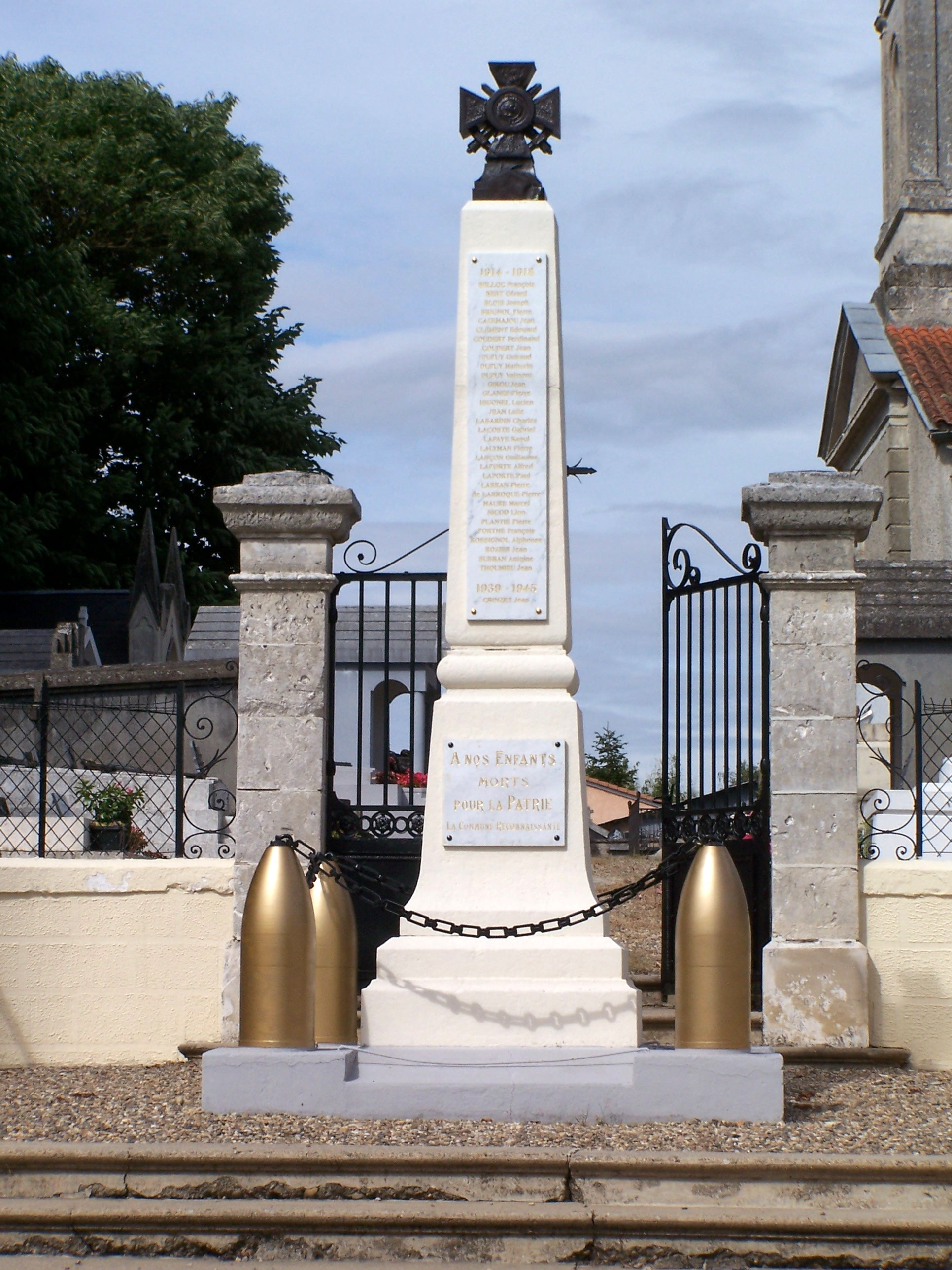
Monument für die Gefallenen gegenüber dem Rathaus

## Persönlichkeiten
- Emmanuel Arago (1812–1896), Politiker
- Pierre Jean François Arago (1862–1937), Politiker
- Raoul Lamourdedieu (1877–1953), Künstler